# Eugène Forman
Franz Peter Eugène Forman (Luxemburg-Stad, 16 juni 1878 – aldaar, 26 november 1955) was een Luxemburgs advocaat en auteur.

## Leven en werk
Eugène Forman was een zoon van Jacob Forman, geometer-verificateur bij het Kadaster, en Rosalie Josephine Dicktus. Na het Athénée de Luxembourg studeerde hij rechten en vestigde zich in 1909 als advocaat in Luxemburg-Stad. Tijdens de Eerste Wereldoorlog was hij in Parijs, waar hij in 1917 met het memorandum Luxembourgeois, veillons sur nos intérêts les plus sacrés protesteerde tegen de drang van België om Luxemburg te annexeren. Een jaar later was hij medeondertekenaar van een nota van het Comité franco-luxembourgeois in Parijs, gericht aan de Franse regering, waarin hij uitsprak dat hij hoopte dat Luxemburgers zich na de oorlog in een referendum zouden uitspreken voor annexatie bij Frankrijk. 
Als schrijver legde Forman zich toe op satire. Samen met Frantz Clément en Marcel Noppeney richtte hij in 1907 het avant-gardistische literaire tijdschrift Floréal op. Hij schreef hiervoor het feuilleton 'Puckis Erdenfahrt', dat zich afspeelt in de fictieve staat Lampeduse (Luxemburg). In 1922 was hij oprichter van satirisch tijdschrift De Gukuk, dat hij tot 1934 uitgaf. Hij schreef een aantal revues en komische sketches en publiceerde ook in Les Cahiers luxembourgeois en De Peck-Villchen.
Eugène Forman overleed op 77-jarige leeftijd.
- Virtual International Authority File: 67145003849361340526